# Hellingbos (Simpelveld)

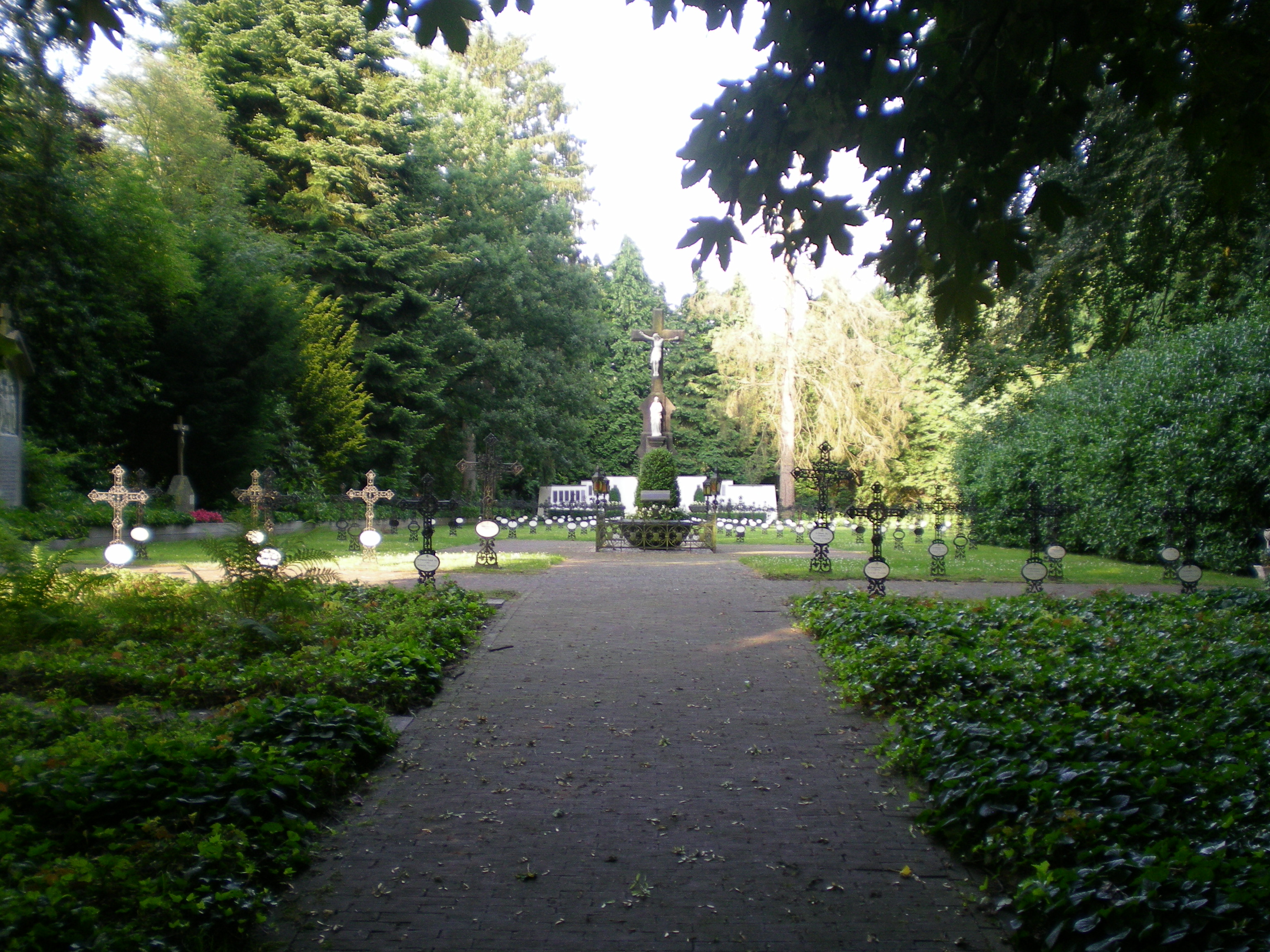
Zustersbegraafplaats aan de rand van het bos

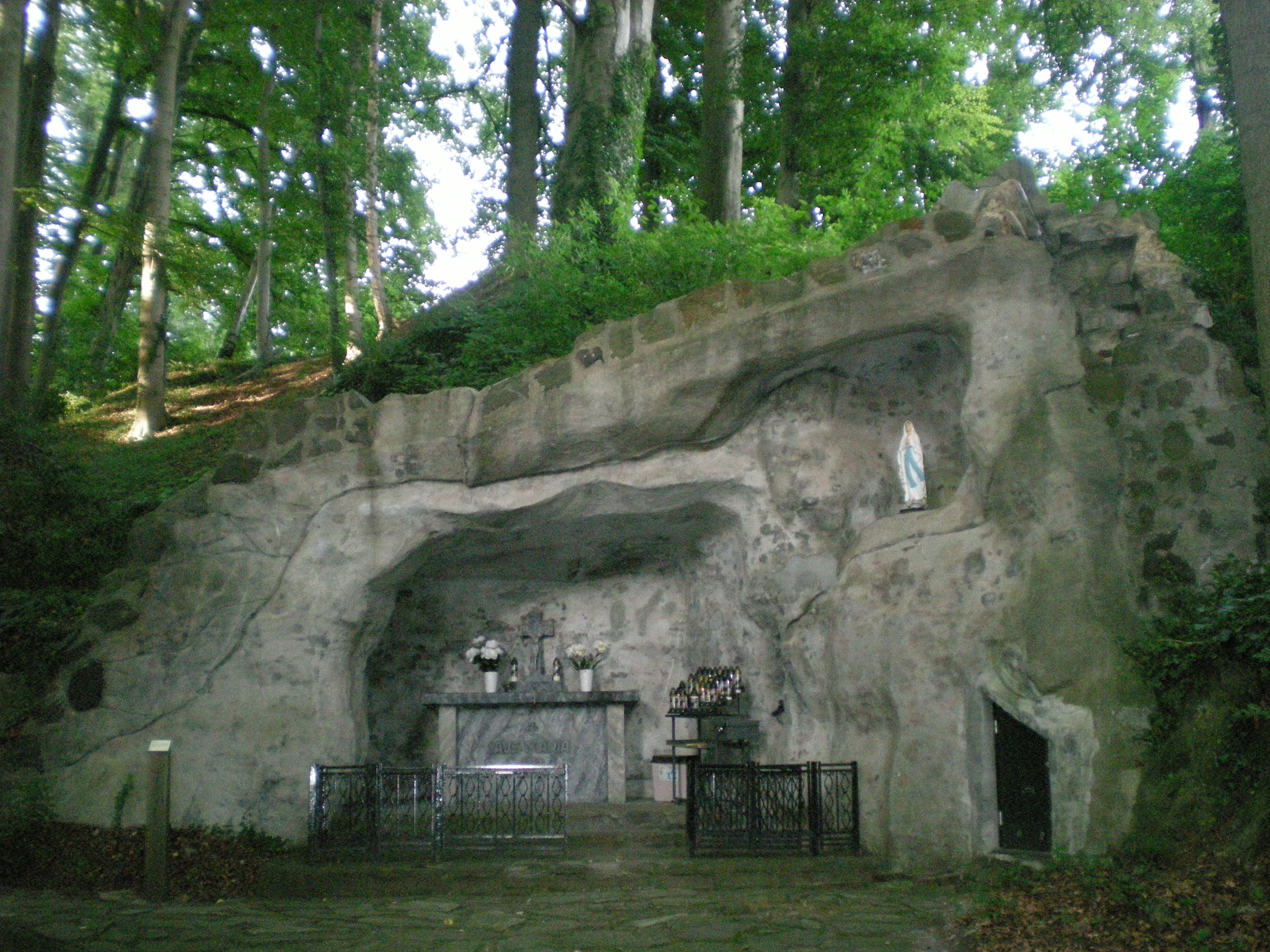
Lourdesgrot in het bos

Het Hellingbos is een hellingbos in Simpelveld in de Nederlands Zuid-Limburgse gemeente Simpelveld. Het bos ligt op de noordelijke helling van het Eyserbeekdal ten oosten van het centrum van Simpelveld en wordt aan verschillende kanten door wijken van het dorp omgeven.

## Geschiedenis
In 1875-1878 werd het klooster Huize Loreto gesticht. Niet al te lang na de stichting werd achter het kloostergebouw een park aangelegd. In eerste instantie was hier de begraafplaats van het klooster gevestigd en later werden er diverse bouwwerken aangelegd.
Tegen het einde van 19e eeuw werd er de Heilig-Hartkapel gebouwd.
In 1925 werden de kruiswegstaties aangelegd.
In 1954 werd de Lourdesgrot aangelegd.
Op 10 april 2009 werd op Goede Vrijdag het hellingbos na restauratie opnieuw geopend en werd er een openluchtmis gehouden, waarbij de gerestaureerde kapel en de Lourdesgrot opnieuw ingezegend werden.
In 2010 werd de Lavagrot aangelegd waarin een beeld van Sint-Franciscus geplaatst is.
In 2018 zorgden vandalen voor vernielingen in het hellingbos en de kapel.
Eind 2020 kocht de gemeente een weide van 8.680 vierkante meter aan om het aangrenzende hellingbos uit te breiden.

## Geografie
Het bos ligt ingesloten tussen de verschillende delen van Simpelveld. In het noordwesten wordt het bos begrensd door de Rolduckerweg (weg naar Kerkrade), in het noorden door buurtschap Molsberg, in het noordoosten door de wijk Sweyer, in het zuidoosten door de wijk Rodeput en in het zuiden, zuidwesten en westen door de kern van het dorp Simpelveld.
Het hellingbos ligt op de zuidoostelijke voet van het Plateau van Ubachsberg en aan de zuidrand van het bos stroomt de Eyserbeek. Het bos ligt even na de monding van de Sourethbeek in de Eyserbeek.

## Bouwwerken
In het bos bevinden zich meerdere bouwwerken die door de zusters van het klooster zijn aangelegd, te weten:
- Heilig-Hartkapel
- 14 kruiswegstaties
- Lourdesgrot
- Lavagrot
- Calvarieberg
- Zusterskerkhof